# Alejandría del Indo

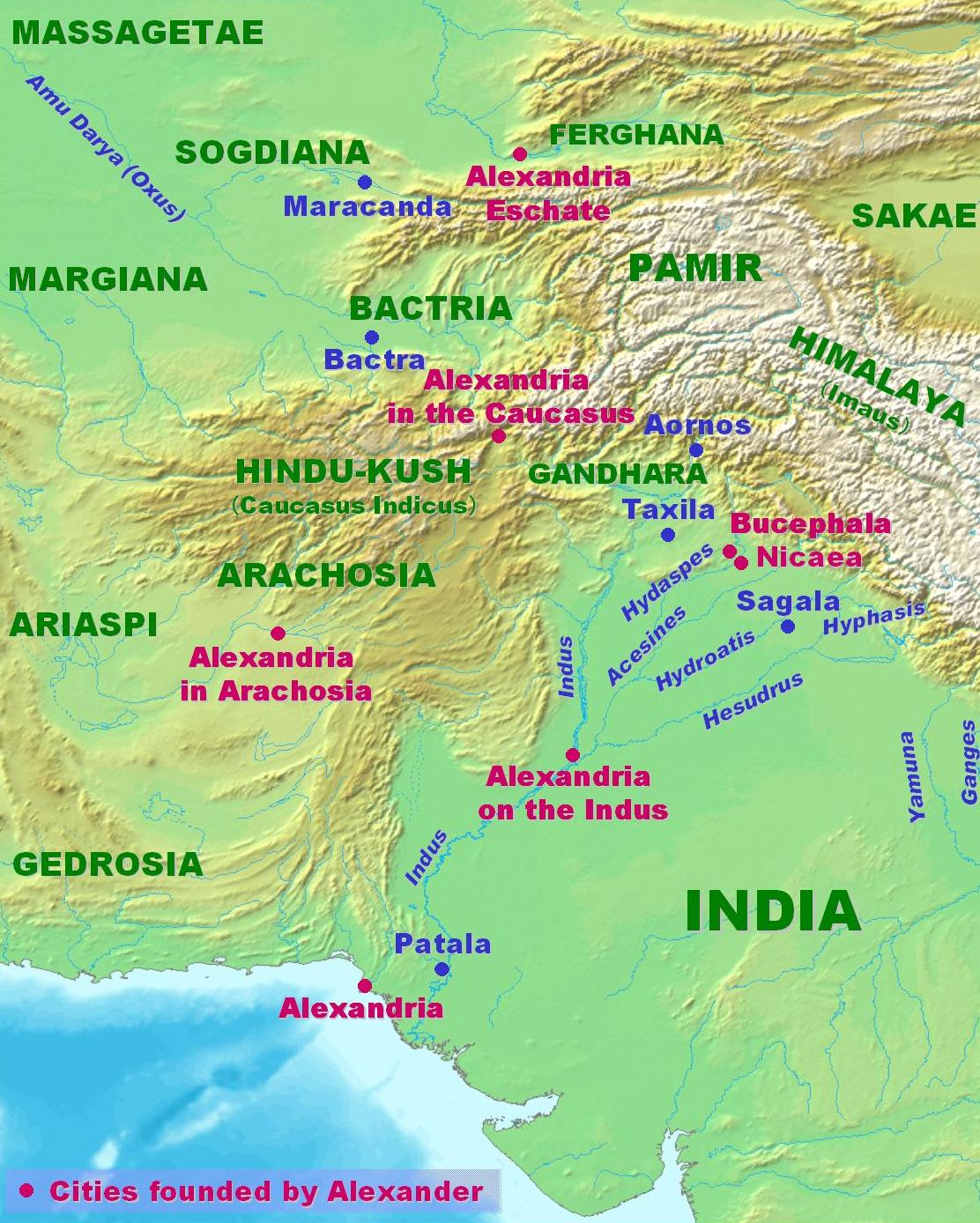
Alejandría del Indo se encontraría en el cruce del Indo y el Chenab.

Alejandría del Indo fue el nombre de una de las ciudades fundadas por Alejandro Magno en su marcha por Asia Central para llegar finalmente a la India. En la actualidad correspondería al entorno de la ciudad de Uch, al sureste de Pakistán, en la provincia de Punyab. Fue fundada en el cruce de los ríos Indo y Chenab. Flavio Arriano cuenta que allí se establecieron colonos, principalmente nativos y veteranos tracios.
El sátrapa de la ribera occidental del Indo, Philipos, general de Alejandro e hijo de Machatas, se encargó de construir la ciudad:

Él (Alejandro) le ordenó (a Philipos) que fundara una ciudad allí, justo en el encuentro de los dos ríos, ya que esperaba que fuera grande y famosa en el mundo, y que se construyeran astilleros.
Arriano, Anábasis de Alejandro Magno, vi 15.3.

Hoy en día, se cree que los restos de la ciudad griega están bajo el montículo de la ciudadela, aunque un cambio en el curso del río habría causado un daño significativo al montículo.[cita requerida]